# لودلو، میسوری
لودلو (به انگلیسی: Ludlow) یک روستا (ایالات متحده آمریکا) در ایالات متحده آمریکا است که در شهرستان لیوینگستون، میزوری واقع شده‌است.
 لودلو ۰٫۴۱ کیلومتر مربع مساحت و ۱۳۷ نفر جمعیت دارد و ۲۲۷ متر بالاتر از سطح دریا واقع شده‌است.